# Theobald von Oer (General)

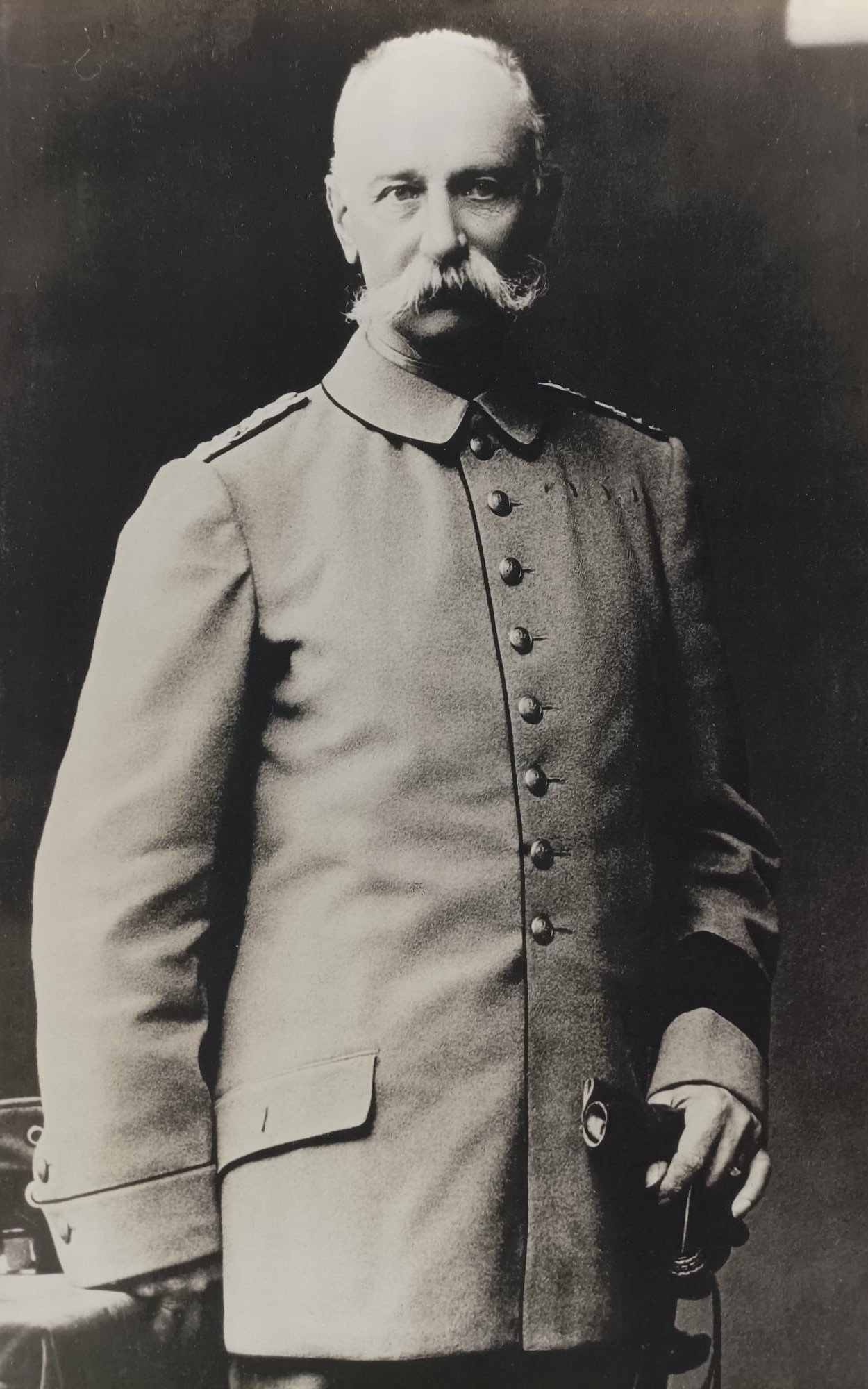
Theobald von Oer

Theobald Emil Alfred Freiherr von Oer (* 20. Dezember 1849 in Dresden; † 6. Oktober 1924) war ein sächsischer Generalmajor.

## Leben

### Herkunft
Theobald von Oer entstammte der ursprünglich westfälischen Uradelsfamilie von Oer des Vestes Recklinghausen, die am 10. Mai 1677 durch den deutschen Kaiser Leopold I. von Habsburg für Burchard von Oer in den Reichsfreiherrenstand erhoben wurde. Er entstammte der II. Linie (vormals Nottbeck), die mit dem Stammvater Clemens von Oer begründet worden war, welcher sein Großvater war. Theobald von Oer war ein Sohn des bekannten gleichnamigen Historienmalers Theobald von Oer und dessen Ehefrau Marie Schumann (1816–1878). Zu den sieben Geschwistern von Theobald von Oer zählten der Eisenbahningenieur Alexander von Oer, die Malerin Anna Maria von Oer, der Schriftsteller Sebastian von Oer (1845–1925), der Amtshauptmann Maximilian von Oer und Franz von Oer (1852–1930), Generalvikar der Diözese Graz-Seckau. Sein Onkel war der Schriftsteller Maximilian von Oer.

### Militärkarriere
Oer trat 1870 als Fähnrich in die Sächsischen Armee ein und avancierte während des Krieges gegen Frankreich am 7. Oktober 1870 zum Sekondeleutnant im Schützen-(Füsilier-)Regiment Nr. 108. Nach Kriegsende verblieb er die folgenden Jahre im Regiment, rückte Ende Mai 1876 zum Premierleutnant auf und wurde am 24. Januar 1883 unter Beförderung zum Hauptmann zum Kompaniechef ernannt. Mit der Beförderung zum Major folgte am 16. Januar 1893 seine Versetzung als Kommandeur des III. Bataillons in das 5. Infanterie-Regiment „Prinz Friedrich August“ Nr. 104.
Am 24. März 1897 erfolgte die Beförderung zum Oberstleutnant und etatsmäßigen Stabsoffizier beim 7. Infanterie-Regiment „Prinz Georg“ Nr. 106. Im folgenden Jahr wurde er am 24. Mai à la suite seines Regiments gestellt und als Nachfolger von Oberst Alexander Salvator von Pereira zum Kommandanten der Festung Königstein ernannt. In dieser Eigenschaft erhielt er am 13. September 1899 den Charakter als Oberst. Unter Enthebung von seiner Stellung als Kommandant von Königstein und Verleihung eines Patents zu seinem Dienstgrad wurde Oer am 20. September 1904 zu den Offizieren von der Armee unter Anweisung des Standortes Dresden versetzt. Am 20. Februar 1905 wurde er zur Disposition gestellt.
Nach Ausbruch des Ersten Weltkrieges wurde Theobald von Oer als z.-D.-Offizier wiederverwendet und war zunächst Kommandeur des Meißner Landsturmbataillons. Im September 1914 gaben Oberbürgermeister Max Ay und Stadtrat Kind in Vertretung des Rats und der Stadt Meißen die letzten Grüße an Oberst von Oer, bevor er am 7. September mit seinem Bataillon aus der Stadt abmarschierte. Als Führer der Landsturm-Bataillone West bei der Etappen-Inspektion 9 wurde ihm am 22. Mai 1916 der Charakter als Generalmajor verliehen. Seine letzte Verwendung war als Inspekteur eines Militärbezirks bei der Etappen-Inspektion 12.

### Familie
Theobald von Oer heiratete am 20. April 1882 in Haidenburg Friederike Freiin von Aretin (1852–1893). Nach ihrem Tod heiratete er am 20. Mai 1895 seine Cousine Therese Freiin von Oer (* 1868), Tochter seines älteren Bruders Alexanders. Aus erster Ehe gingen sechs Kinder und aus der zweiten Ehe zwei Kinder hervor.